# Ондо Эду, Бонифасио
Бонифасио Ондо Эду (1922 — 5 March 1969) — премьер-министр Экваториальной Гвинеи в период испанского господства.

## Биография
Происходил из привилегированной семьи. Когда Экваториальная Гвинея получила автономию в рамках испанского владычества занял пост премьер-министра. Принял участие в президентских выборах 1968 года, которые на сегодняшний день считаются по мнению ряда международных наблюдателей единственными свободными выборами в истории Экваториальной Гвинеи. На выборах в первом туре занял второе место. Однако, поскольку не один кандидат не набрал 50 % голосов, был назначен второй тур, к котором приняли участие Бонифасио Ондо Эду и Франсиско Масиас Нгема.

## Выборы 1968 года
| Кандидат                                                                                | Партия                                            | Первый тур | Первый тур | Второй тур | Второй тур |
| Кандидат                                                                                | Партия                                            | Голосов    | %          | Голосов    | %          |
| --------------------------------------------------------------------------------------- | ------------------------------------------------- | ---------- | ---------- | ---------- | ---------- |
| Франсиско Масиас Нгема                                                                  | Popular Idea of Equatorial Guinea                 | 36,716     | 39.57      | 68,310     | 62.35      |
| Бонифасио Ондо Эду                                                                      | National Unity Movement of Equatorial Guinea      | 31,941     | 34.94      | 40,254     | 37.65      |
| Атнасио Нгонго                                                                          | National Liberation Movement of Equatorial Guinea | 18,223     | 19.88      |            |            |
| Эдмундо Боссио                                                                          | Bubu Union                                        | 4,795      | 5.23       |            |            |
| Invalid/blank votes                                                                     | Invalid/blank votes                               | 1,281      | −          | 537        | −          |
| Всего                                                                                   | Всего                                             | 92,956     | 100        | 109,101    | 100        |
| Registered voters/turnout                                                               | Registered voters/turnout                         | 137,755    | 67.48      | 137,755    | 79.20      |
| Источник: African Elections Database Архивная копия от 16 марта 2011 на Wayback Machine |                                                   |            |            |            |            |